# Kazachs voetbalelftal in 2006
Het Kazachs voetbalelftal speelde in totaal veertien interlands in het jaar 2006, waaronder vijf duels in de kwalificatiereeks voor het EK voetbal 2008 in Oostenrijk en Zwitserland. De ploeg stond onder leiding van de Nederlandse bondscoach Arno Pijpers, de opvolger van de eind 2005 opgestapte Sergey Timofeev. Op de in 1993 geïntroduceerde FIFA-wereldranglijst steeg Kazachstan in 2006 van de 137ste (januari 2006) naar de 135ste plaats (december 2006). Kazachstan was in 2002 overgestapt van de Aziatische voetbalbond (AFC) naar de Europese voetbalbond (UEFA).

## Balans
| Wedstrijden | Wedstrijden | Wedstrijden | Wedstrijden | Doelpunten | Doelpunten | Doelpunten | Punten |
| Gespeeld    | Winst       | Gelijk      | Verlies     | Voor       | Tegen      | Saldo      | Punten |
| ----------- | ----------- | ----------- | ----------- | ---------- | ---------- | ---------- | ------ |
| 14          | 2           | 6           | 6           | 9          | 16         | –7         | 0.714  |

## Interlands
|                                                       |                                     |       |            |                                                                                    |
| 14 februari Vriendschappelijk № 80 «onderlinge duels» | Jordanië                            | 2 – 0 | Kazachstan | Amman International Stadium, Amman Toeschouwers: onbekend Scheidsrechter: onbekend |
| 14 februari Vriendschappelijk № 80 «onderlinge duels» | Rafat Ali Jaber 13' Hattem Aqel 53' |       |            | Amman International Stadium, Amman Toeschouwers: onbekend Scheidsrechter: onbekend |

|                                                       |            |       |             |                                                                 |
| 24 februari Vriendschappelijk № 81 «onderlinge duels» | Kazachstan | 0 – 0 | Noord-Korea | GSZ Stadion, Larnaca Toeschouwers: 120 Scheidsrechter: onbekend |
| 24 februari Vriendschappelijk № 81 «onderlinge duels» |            |       |             | GSZ Stadion, Larnaca Toeschouwers: 120 Scheidsrechter: onbekend |

|                                                                 |         |       |            |                                                                               |
| 28 februari Vriendschappelijk № 82 «onderlinge duels» 15:00 uur | Finland | 0 – 0 | Kazachstan | GSZ Stadion, Larnaca Toeschouwers: 100 Scheidsrechter: Leontios Trattos (CYP) |
| 28 februari Vriendschappelijk № 82 «onderlinge duels» 15:00 uur |         |       |            | GSZ Stadion, Larnaca Toeschouwers: 100 Scheidsrechter: Leontios Trattos (CYP) |

|                                                   |                                                   |       |            |                                                                               |
| 1 maart Vriendschappelijk № 83 «onderlinge duels» | Griekenland                                       | 2 – 0 | Kazachstan | GSP Stadion, Nicosia Toeschouwers: 2.000 Scheidsrechter: Panikos Kailis (CYP) |
| 1 maart Vriendschappelijk № 83 «onderlinge duels» | Georgios Samaras 68' Stelios Giannakopoulos 90+1' |       |            | GSP Stadion, Nicosia Toeschouwers: 2.000 Scheidsrechter: Panikos Kailis (CYP) |

|                                                  |                                                                                          |       |                  |                                                                         |
| 2 juli Vriendschappelijk № 84 «onderlinge duels» | Kazachstan                                                                               | 4 – 1 | Tadzjikistan     | Zentral Stadion, Almaty Toeschouwers: onbekend Scheidsrechter: onbekend |
| 2 juli Vriendschappelijk № 84 «onderlinge duels» | Nurbol Zhumaskaliyev 22' Aleksandr Familtsev 40' Aleksandr Kuchma 63' Murat Tileshev 90' |       | 75' Kamil Saidov | Zentral Stadion, Almaty Toeschouwers: onbekend Scheidsrechter: onbekend |

|                                                  |                            |       |          |                                                                                  |
| 5 juli Vriendschappelijk № 85 «onderlinge duels» | Kazachstan                 | 1 – 0 | Kirgizië | Zentral Stadion, Almaty Toeschouwers: 1.800 Scheidsrechter: Nail Lutfullin (UZB) |
| 5 juli Vriendschappelijk № 85 «onderlinge duels» | Roeslan Baltiev 20' (pen.) |       |          | Zentral Stadion, Almaty Toeschouwers: 1.800 Scheidsrechter: Nail Lutfullin (UZB) |

|                                                               |        |       |            |                                                                                                |
| 16 augustus EK-kwalificatie № 86 «onderlinge duels» 19:45 uur | België | 0 – 0 | Kazachstan | Constant Vanden Stockstadion, Brussel Toeschouwers: 15.495 Scheidsrechter: Mark Courtney (NIR) |
| 16 augustus EK-kwalificatie № 86 «onderlinge duels» 19:45 uur |        |       |            | Constant Vanden Stockstadion, Brussel Toeschouwers: 15.495 Scheidsrechter: Mark Courtney (NIR) |

|                                                               |                       |       |                   |                                                                                       |
| 6 september EK-kwalificatie № 87 «onderlinge duels» 19:00 uur | Azerbeidzjan          | 1 – 1 | Kazachstan        | Tofik Bakhramov Stadion, Bakoe Toeschouwers: 18.000 Scheidsrechter: Zsolt Szabo (HUN) |
| 6 september EK-kwalificatie № 87 «onderlinge duels» 19:00 uur | André Luiz Ladaga 16' |       | 36' Dmitri Bjakov | Tofik Bakhramov Stadion, Bakoe Toeschouwers: 18.000 Scheidsrechter: Zsolt Szabo (HUN) |

|                                                             |            |                        |       |                                                                                  |
| 7 oktober EK-kwalificatie № 88 «onderlinge duels» 17:00 uur | Kazachstan | 0 – 1                  | Polen | Zentral Stadion, Almaty Toeschouwers: 20.000 Scheidsrechter: Edo Trivković (CRO) |
| 7 oktober EK-kwalificatie № 88 «onderlinge duels» 17:00 uur |            | 52' Euzebiusz Smolarek |       | Zentral Stadion, Almaty Toeschouwers: 20.000 Scheidsrechter: Edo Trivković (CRO) |

|                                                              |            |                                   |         |                                                                                        |
| 12 oktober EK-kwalificatie № 89 «onderlinge duels» 18:00 uur | Kazachstan | 0 – 2                             | Finland | Zentral Stadion, Almaty Toeschouwers: 17.000 Scheidsrechter: Athanassios Briakos (GRE) |
| 12 oktober EK-kwalificatie № 89 «onderlinge duels» 18:00 uur |            | 27' Jari Litmanen 65' Sami Hyypiä |         | Zentral Stadion, Almaty Toeschouwers: 17.000 Scheidsrechter: Athanassios Briakos (GRE) |

|                                                               |                                                          |       |            |                                                                                            |
| 15 november EK-kwalificatie № 90 «onderlinge duels» 21:00 uur | Portugal                                                 | 3 – 0 | Kazachstan | Estádio Cidade de Coimbra, Coimbra Toeschouwers: 27.000 Scheidsrechter: René Rogalla (SUI) |
| 15 november EK-kwalificatie № 90 «onderlinge duels» 21:00 uur | Simão Sabrosa 8' Cristiano Ronaldo 30' Simão Sabrosa 86' |       |            | Estádio Cidade de Coimbra, Coimbra Toeschouwers: 27.000 Scheidsrechter: René Rogalla (SUI) |

|                                                |           |       |            |                                                                               |
| 24 december King's Cup № 91 «onderlinge duels» | Singapore | 0 – 0 | Kazachstan | Supachalasai Stadion, Bangkok Toeschouwers: onbekend Scheidsrechter: onbekend |
| 24 december King's Cup № 91 «onderlinge duels» |           |       |            | Supachalasai Stadion, Bangkok Toeschouwers: onbekend Scheidsrechter: onbekend |

|                                                |                                   |       |                          |                                                                               |
| 26 december King's Cup № 92 «onderlinge duels» | Vietnam                           | 2 – 1 | Kazachstan               | Supachalasai Stadion, Bangkok Toeschouwers: onbekend Scheidsrechter: onbekend |
| 26 december King's Cup № 92 «onderlinge duels» | Le Hong Minh 21' Le Cong Vinh 90' |       | 55' Murat Suyumagambetov | Supachalasai Stadion, Bangkok Toeschouwers: onbekend Scheidsrechter: onbekend |

|                                                |                                       |       |                                          |                                                                               |
| 28 december King's Cup № 93 «onderlinge duels» | Thailand                              | 2 – 2 | Kazachstan                               | Supachalasai Stadion, Bangkok Toeschouwers: onbekend Scheidsrechter: onbekend |
| 28 december King's Cup № 93 «onderlinge duels» | Suchao Nuthnum 41' Pipat Tonkanya 58' |       | 66' Denis Rodionov 77' Kajrat Asjirbekov | Supachalasai Stadion, Bangkok Toeschouwers: onbekend Scheidsrechter: onbekend |

## FIFA-wereldranglijst
| JAN | FEB | MAR | APR | MEI | JUN | JUL | AUG | SEP | OKT | NOV | DEC |
| --- | --- | --- | --- | --- | --- | --- | --- | --- | --- | --- | --- |
| 137 | 137 | 134 | 136 | 135 | 135 | 140 | 141 | 120 | 135 | 135 | 135 |

## Statistieken
| David Loria           | 1981-10-31 | FK Astana           | 8  | 0 | 0 |    |   |
| Yuriy Novikov         | 1972-05-19 | Sjachtjor Karaganda | 3  | 0 | 0 | 26 | 0 |
| Zhasulan Dekkhanov    | 1984-04-13 | FK Aktobe           | 2  | 0 | 0 | 2  | 0 |
| Alexandr Mokin        | 1981-06-19 | FK Astana           | 1  | 0 | 0 | 2  | 0 |
| Verdediging           |            |                     |    |   |   |    |   |
| Aleksandr Kuchma      | 1980-12-09 | FK Astana           | 10 | 0 | 1 |    |   |
| Egor Azovskiy         | 1985-01-10 | FK Astana           | 10 | 0 | 0 |    |   |
| Samat Smakov          | 1978-12-08 | Kairat Almaty       | 6  | 1 | 0 |    |   |
| Aleksandr Familtsev   | 1975-08-03 | Tobol Kostanay      | 4  | 1 | 1 |    |   |
| Farkhadbek Irismetov  | 1981-08-10 | Kairat Almaty       | 3  | 1 | 0 |    |   |
| Mukhtar Mukhtarov     | 1986-01-06 | FK Ordabasy Şımkent | 3  | 0 | 0 |    |   |
| Kairat Utabaev        | 1980-07-16 | Kairat Almaty       | 2  | 2 | 0 |    |   |
| Piraliy Aliev         | 1984-01-13 | FK Astana           | 2  | 0 | 0 |    |   |
| Renat Dubinskiy       | 1979-05-06 | FK Aktobe           | 2  | 0 | 0 |    |   |
| Aidar Kumisbekov      | 1979-02-09 | FK Astana           | 2  | 0 | 0 |    |   |
| Vyacheslav Sobolev    | 1984-10-13 | Taraz Dzhambul      | 2  | 0 | 0 |    |   |
| Evgeniy Klimov        | 1985-12-21 | FK Almaty           | 1  | 0 | 0 |    |   |
| Timur Moldagaliev     | 1984-09-29 | FK Astana           | 1  | 0 | 0 |    |   |
| Abzal Zhumabaev       | 1986-05-28 | FK Almaty           | 1  | 0 | 0 |    |   |
| Middenveld            |            |                     |    |   |   |    |   |
| Eduard Sergienko      | 1983-02-18 | FK Astana           | 11 | 2 | 0 |    |   |
| Maksim Zhalmagambetov | 1983-07-11 | FK Astana           | 9  | 2 | 0 |    |   |
| Maksat Khokhlov       | 1983-10-27 | FK Astana           | 9  | 1 | 0 |    |   |
| Maksat Baltiev        | 1978-09-16 | FK Moskou-2         | 7  | 2 | 1 |    |   |
| Andrei Karpovich      | 1981-01-18 | Kairat Almaty       | 6  | 0 | 0 | 26 | 2 |
| Dmitri Bjakov         | 1978-04-09 | FK Astana           | 5  | 1 | 1 |    |   |
| Maksim Azovskiy       | 1986-06-04 | FK Astana           | 4  | 2 | 0 |    |   |
| Zhambyl Kukeev        | 1988-09-20 | FK Astana           | 4  | 2 | 0 |    |   |
| Andrey Travin         | 1979-04-27 | FK Almaty           | 3  | 7 | 0 |    |   |
| Sergey Larin          | 1986-07-22 | FK Almaty           | 3  | 6 | 0 |    |   |
| Kajrat Asjirbekov     | 1982-10-21 | FK Aktobe           | 3  | 4 | 1 |    |   |
| Daniyar Mukanov       | 1976-09-26 | Tobol Kostanay      | 3  | 0 | 0 |    |   |
| Anton Chichulin       | 1984-10-27 | FK Astana           | 2  | 3 | 0 |    |   |
| Denis Rodionov        | 1985-07-26 | FC Atıraw           | 1  | 2 | 1 |    |   |
| Dias Kamelov          | 1981-05-29 | FK Astana           | 1  | 1 | 0 |    |   |
| Maksat Baizhanov      | 1984-08-06 | Kaysar Kyzylorda    | 1  | 0 | 0 |    |   |
| Sergey Skorykh        | 1984-05-25 | Tobol Kostanay      | 1  | 0 | 0 |    |   |
| Ulugbek Asanbaev      | 1979-09-13 | FK Aktobe           | 0  | 1 | 0 |    |   |
| Dauren Kusainov       | 1984-04-10 | FK Astana           | 0  | 1 | 0 |    |   |
| Aanval                |            |                     |    |   |   |    |   |
| Nurbol Zhumaskaliev   | 1981-05-11 | Tobol Kostanay      | 9  | 1 | 1 |    |   |
| Oleg Litvinenko       | 1973-11-22 | FK Semey            | 3  | 0 | 0 |    |   |
| Andrey Finonchenko    | 1982-06-21 | Sjachtjor Karaganda | 2  | 2 | 0 |    |   |
| Murat Suyumagambetov  | 1983-10-14 | FK Ordabasy Şımkent | 2  | 1 | 1 |    |   |
| Murat Tleshev         | 1980-04-18 | FK Astana           | 1  | 3 | 1 |    |   |
| Daniyar Kenzhekanov   | 1983-01-20 | FK Almaty           | 1  | 1 | 0 |    |   |

KFF · A-internationals · Bondscoaches · Statistieken · Kazachs vrouwenelftal · Olympisch elftal · Kazachstan U21 · Kazachstan U20 · Kazachstan U19 · Kazachstan U18 · Kazachstan U17
1992 – 1999 · 2000 – 2009 · 2010 – 2019 · 2020 – 2029
1992 · 1993 · 1994 · 1995 · 1996 · 1997 · 1998 · 1999 · 2000 · 2001 · 2002 · 2003 · 2004 · 2005 · 2006 · 2007 · 2008 · 2009 · 2010 · 2011 · 2012 · 2013 · 2014 · 2015 · 2016 · 2017 · 2018 · 2019 · 2020 · 2021 · 2022 · 2023 ·
2024 · 2025
Albanië ·
Andorra ·
Armenië ·
Azerbeidzjan ·
Bahrein ·
België ·
Bosnië en Herzegovina ·
Bulgarije ·
Burkina Faso ·
China ·
Curaçao ·
Cyprus ·
Denemarken ·
Duitsland ·
Engeland ·
Estland ·
Faeröer ·
Finland ·
Frankrijk ·
Georgië ·
Griekenland ·
Hongarije · 
Ierland ·
IJsland ·
Irak ·
Iran ·
Japan ·
Jordanië ·
Kirgizië ·
Koeweit ·
Kroatië ·
Laos ·
Letland ·
Libanon ·
Libië ·
Liechtenstein ·
Litouwen ·
Litouwen ·
Luxemburg ·
Malta ·
Moldavië ·
Montenegro ·
Nederland ·
Nepal ·
Noord-Ierland ·
Noord-Korea ·
Noord-Macedonië ·
Noorwegen ·
Oekraïne ·
Oezbekistan ·
Oman ·
Oostenrijk ·
Pakistan ·
Palestina ·
Polen ·
Portugal ·
Qatar ·
Roemenië ·  
Rusland ·
San Marino ·
Saoedi-Arabië ·
Schotland ·
Servië ·
Singapore ·
Slovenië ·
Slowakije ·
Syrië ·
Tadzjikistan ·
Thailand ·
Tsjechië ·
Turkmenistan ·
Turkije ·
Verenigde Arabische Emiraten ·
Vietnam ·
Wales ·
Wit-Rusland ·
Zuid-Korea ·
Zweden